# Chauliodites kitshmengensis

Chauliodites kitshmengensis (лат.) — ископаемый вид насекомых из семейства Chaulioditidae (отряд Grylloblattida). Пермский период (Недуброво, Vokhma Formation, чансинский ярус, возраст находки 252—254 млн лет), Россия, Вологодская область (60.1° N, 45,5° E).

## Описание
Длина переднего крыла — 12,0 мм.  Сестринские таксоны: Chauliodites circumornatus, Ch. geniatus, Ch. issadensis, Ch. sennikovi, Ch. afonini, Ch. nedubrovensis. Вид был впервые описан в 2013 году российским палеоэнтомологом Д. С. Аристовым (Палеонтологический институт РАН, Москва) по ископаемым отпечаткам.